# Прибульці (фільм, 2022)
«Прибульці» (кор. 외계+인 1부, також відомий як Прибулець) — південнокорейський науково-фантастичний бойовик 2022 року; режисер Чхве Дон Хун. Вперше показаний 20 липня 2022 року у форматах IMAX і 4DX. На 59-й Премії кіномистецтв Пексан Йом Чон А здобула нагороду за найкращу жіночу роль другого плану.

## Про фільм
Надзвичайна історія розгортається, коли відкриваються ворота часу між пізнім Корьо та сьогоденням.
У 2022 році, коли з'являються інопланетяни.

## Знімались
| Актор        | Роль               |
| ------------ | ------------------ |
| Рю Джун Йоль | Мурик              |
| Кім У Бін    | Охоронець          |
| Кім Тхе Рі   | Лі Ан              |
| Кім Де Мьон  | Грім               |
| Шим Дальгі   | Наречена           |
| Кім Ий Сон   | Джаджан            |
| Чон Юн Мі    | Весільна помічниця |
| Кім Хе Сук   | Мілбон             |
| Лі Хані      | Мін Ге Ін          |
| Пек Хьон Джу | Директорка         |
| Ок Джа Йон   | Доктор             |
| Ю Дже Мьон   | Префект            |